# هانس هاهنه
هانس هاهنه (بالألمانية: Hans Hahne)‏ هو مؤرخ عصور ما قبل التاريخ ألماني، ولد في 18 مارس 1875 في Belleben ‏ في ألمانيا، وتوفي في 2 فبراير 1935 في هاله في ألمانيا.